# Cymothoe hesiodus
Cymothoe hesiodus är en fjärilsart som beskrevs av William Chapman Hewitson 1869. Cymothoe hesiodus ingår i släktet Cymothoe och familjen praktfjärilar. Inga underarter finns listade i Catalogue of Life.

## Bildgalleri

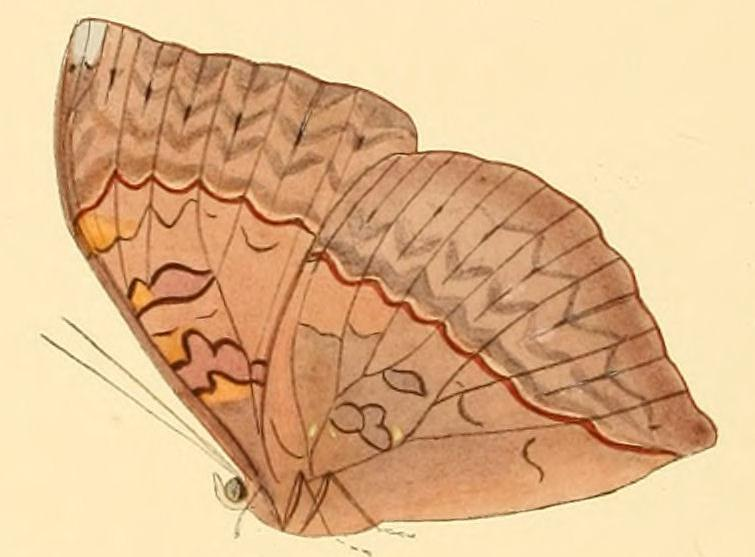
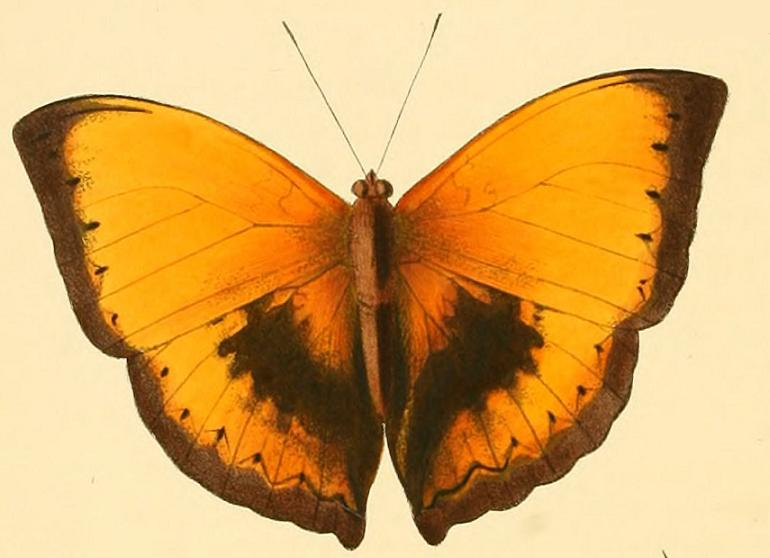
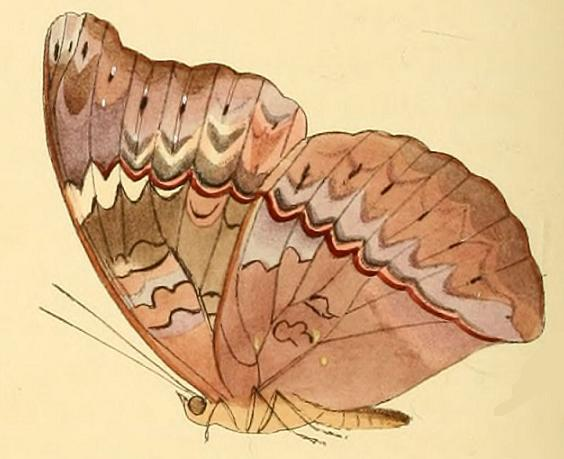
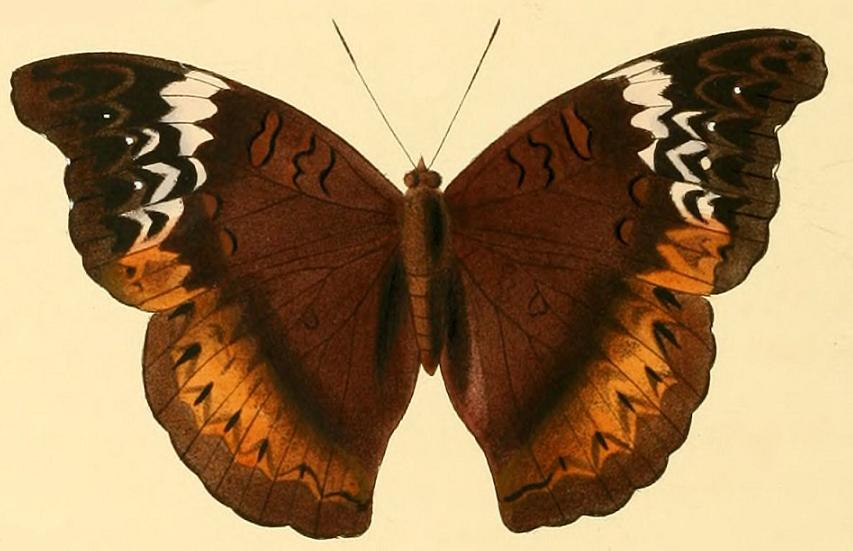
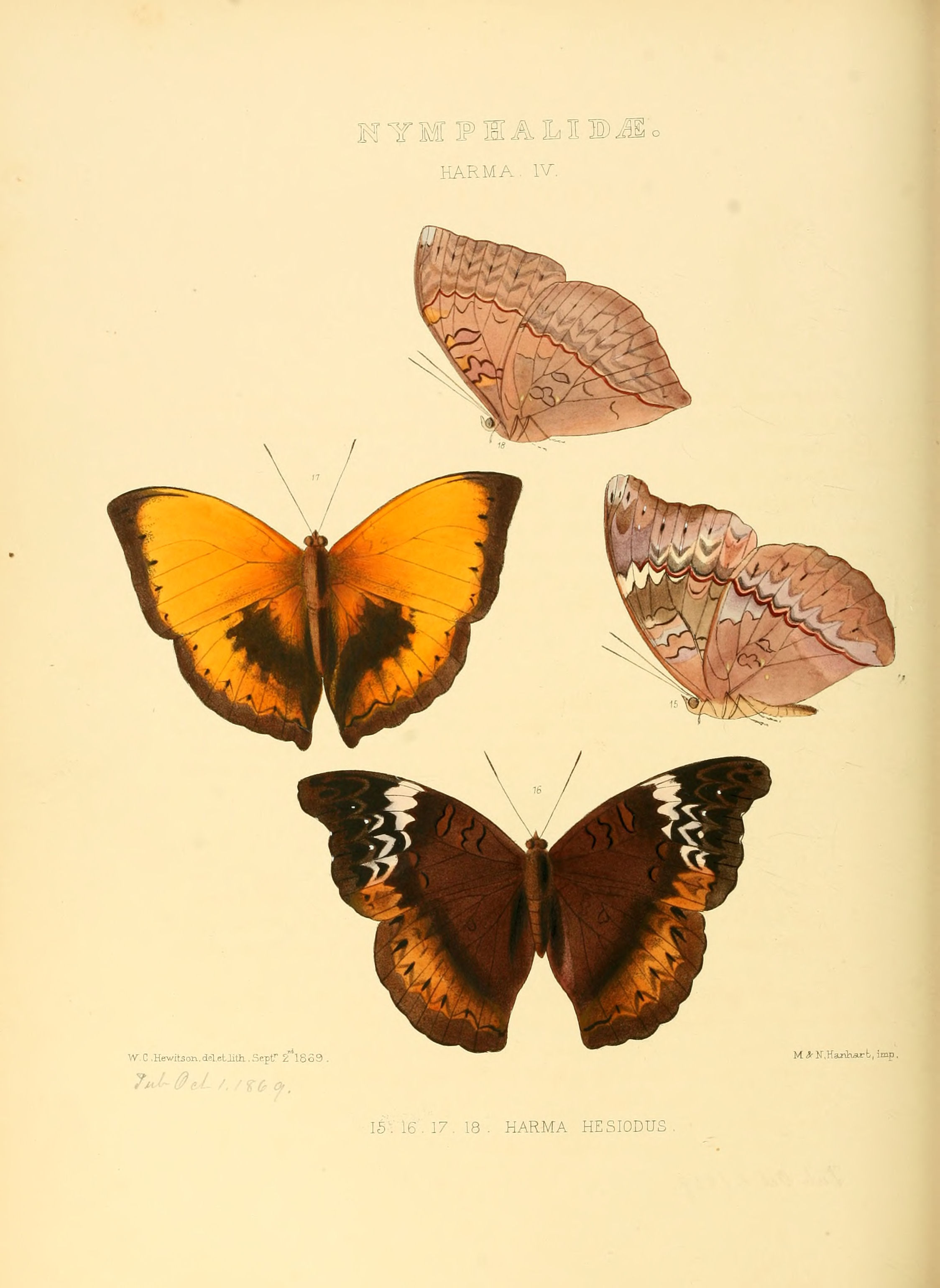